# Dierk Hardebeck
Dierk Hardebeck (* 22. Januar 1928 in Hamburg; † 27. Juli 1983) war ein deutscher Schauspieler und Hörspielsprecher.

## Wirken
In seiner Jugend leistete Dierk Hardebeck während des Zweiten Weltkriegs Kriegsdienst. Nach dem Abitur studierte er Schauspielerei und gründete anschließend ein Theaterensemble, mit dem er auf Tournee ging.
Hardebeck hatte Theaterengagements in den 1960er Jahren am Theater Dortmund und später am Schauspiel Köln. Er erteilte während dieser Zeit auch Schauspielunterricht. Belegte Theaterauftritte hatte er in Köln 1980 in Kleists  Das Käthchen von Heilbronn  (Regie: Jürgen Flimm) und 1981 in Yvonne, die Burgunderprinzessin von Witold Gombrowicz (Regie: Luc Bondy). Er war außerdem GDBA-Obmann der Städtischen Bühnen in Köln.
Seit Beginn der 1950er Jahre trat er auch in etlichen deutschen Spielfilmen, Fernsehfilmen und -serien auf. Dierk Hardebeck war zwischen 1958 und 1983 an über 35 Hörspielproduktionen deutscher Rundfunkanstalten beteiligt.
Er starb 1983 an den Folgen eines Verkehrsunfalls.

## Filmografie (Auswahl)
- 1952: Der Weg zu Dir
- 1956: Philemon und Baucis (Fernsehfilm)
- 1957: Nebel (Fernsehfilm)
- 1961: Die fliegende Kuh (Piriluoh...!) (Fernsehfilm)
- 1961: Sansibar (Fernsehfilm)
- 1962: Komische Geschichten mit Georg Thomalla (Fernsehserie, 1 Folge)
- 1963: Der gemütliche Kommissar (Fernsehkurzfilm)
- 1963: Detective Story (Fernsehfilm)
- 1963–1964: Fernfahrer (Fernsehserie, 2 Folgen)
- 1970: Drücker (Fernsehfilm)
- 1973: Weekend im Paradies (Fernsehfilm)
- 1975: Vorsicht Falle! – Nepper, Schlepper, Bauernfänger (Fernsehserie, 1 Folge)
- 1978: Heinrich Heine (Fernseh-Zweiteiler)
- 1980: Das Käthchen von Heilbronn (Fernsehfilm)
- 1980: Achtung Zoll! (Fernsehserie, 10 Folgen)
- 1981: Der kühne Schwimmer (Fernsehfilm)
- 1981: Komm doch mit nach Monte Carlo

## Hörspiele (Auswahl)
- 1958: Aleksis Kivi: Die Heideschuster – Regie: Walter Knaus
- 1959: August von Kotzebue: Die deutschen Kleinstädter – Regie: Walter Knaus
- 1959: Gerd Bergmann: Blinde Passagiere – Regie: Walter Knaus
- 1959: Gerd Bergmann: Circulus medicinalis – Regie: Walter Knaus
- 1959: Nikolaj Gogol: Die Heirat – Regie: Walter Knaus
- 1959: Dieter Wellershoff: Die Bittgänger – Regie: Walter Knaus
- 1961: Arthur Adamov: Die Universalagentur – Regie: Oswald Döpke
- 1963: Werner Curth, Fritz Puhl: Treffpunkt Frisco – Regie: Otto Düben
- 1963: Andrew Garve, Eileen Cullen: Fleet Street Story – Regie: Miklós Konkoly
- 1963: Philip Levene: Die Trumpfkarte – Regie: Miklós Konkoly
- 1963: Nikolaj Gogol: Die toten Seelen – Regie: Friedhelm Ortmann
- 1963: Philip Mackie: Die volle Wahrheit – Regie: Karl Ebert
- 1973: Herwarth Walden: Unter den Sinnen – Regie: Paul Pörtner
- 1974: Irene Rodrian: Der Mord von nebenan – Regie: Manfred Brückner
- 1980: Hans Häußler: Romantik, schöne Blüte der Angst – Regie: Wolfram Rosemann
- 1980: Rolf Defrank: Mein Fall liegt anders (3. Folge) – Regie: Manfred Brückner
- 1980: Ulrich Horstmann: Gedankenflug – Reise in einen Computer – Regie: Werner Klein
- 1980: A. M. Burgheim: Warum weinst du, Martin – Regie: Manfred Brückner
- 1981: Burkhard Schoofs: Der Selbstmord des Stephan K. – Regie: Manfred Brückner
- 1981: Luigi Santucci: Das Kind der Hexe – Regie: Raoul Wolfgang Schnell
- 1981: Gerd Gotzmann: Probezeit – Regie: Wolfram Rosemann
- 1981: Dieter Schenk: Saulus – Regie: Klaus-Dieter Pittrich
- 1982: Jürgen Becker: Eigentlich bin ich stumm – Regie: Arturo Möller
- 1982: Arto Paasilinna: Der Begleiter – Regie: Heinz Wilhelm Schwarz
- 1982: David Hopkins: Das natürliche Leben – Regie: Manfred Brückner
- 1982: Frank Grützbach: Notizen aus einem schlechten Traum – Regie: Frank Grützbach
- 1982: Rodney David Wingfield: Bewegliche Guthaben – Regie: Manfred Brückner
- 1983: Raoul Wolfgang Schnell: Verschwinden eines Autors – Regie: Raoul Wolfgang Schnell
- 1983: Peter Steinbach: Zaunkönige – Regie: Bernd Lau
- 1983: Rainer Puchert: Missachtete Vorfahrt – Regie: Dieter Carls
- 1983: Willi Schäferdiek: Wer ist mit im Spiel? – Regie: Wilhelm Semmelroth
- 1983: Torsten Reschke: Aufzug – Regie: Burkhard Ax
- 1983: Don Haworth: Sommer in Eipendorf – Regie: Ulrich Lauterbach
- 1983: Paul Thain: Die größte Sandburg der Welt – Regie: Heinz Dieter Köhler
- 1983: Hansjörg Martin: Cordes ist nicht totzukriegen – Regie: Manfred Brückner